# Championnats de France d'athlétisme en salle 1981
Navigation
Édition précédente Édition suivante
Les Championnats de France d'athlétisme en salle 1981 ont eu lieu les 7 et 8 février 1981 à Grenoble.

## Palmarès
| Discipline       | Hommes             | Hommes         | Femmes             | Femmes        |
| ---------------- | ------------------ | -------------- | ------------------ | ------------- |
| 50 m             | Marc Gasparoni     | 5 s 75         | Laureen Beckles    | 6 s 28        |
| 400 m            | Paul Bourdin       | 47 s 62        | Sophie Malbranque  | 53 s 91       |
| 800 m            | Bruno Tabourin     | 1 min 49 s 99  | Bernadette Martin  | 2 min 7 s 59  |
| 1 500 m          | Francis Bentz      | 3 min 48 s 72  | Joëlle Debrouwer   | 4 min 24 s 31 |
| 3 000 m          | Alexandre Gonzalez | 7 min 55 s 49  | -                  | -             |
| 50 m haies       | Guy Drut           | 6 s 57         | Michèle Chardonnet | 6 s 98        |
| Saut en hauteur  | Ramón Díaz         | 2,21 m         | Brigitte Rougeron  | 1,81 m        |
| Saut à la perche | Thierry Vigneron   | 5,66 m         | -                  | -             |
| Saut en longueur | Claude Morinière   | 7,60 m         | Jacqueline Curtet  | 6,07 m        |
| Triple saut      | Henri Dorina       | 15,85 m        | -                  | -             |
| Lancer du poids  | Luc Viudès         | 19,30 m        | Léone Bertimon     | 16,71 m       |
| 5 000 m marche   | Gérard Lelièvre    | 19 min 50 s 96 | -                  | -             |